# Pseudoleptomesochrella venezolana
Pseudoleptomesochrella venezolana is een eenoogkreeftjessoort uit de familie van de Ameiridae. De wetenschappelijke naam van de soort is voor het eerst geldig gepubliceerd in 1995 door Mielke.